# Chenam
Chenam est l'un des 23 villages de la commune de Mbengwi, département de la Momo de la région du Nord-Ouest du Cameroun.

## Population
Lors du recensement de 2005, la localité comptait 124 habitants.
Une étude locale de 2011 a évalué la population à 200 personnes.

## Équipements
Le village de Chenam accueille une salle communautaire.